# Вільгельм Фрік
Вільгельм Фрік (нім. Wilhelm Frick, *12 березня 1877, Альзенц — †16 жовтня 1946, Нюрнберг) — державний і політичний діяч Німеччини, керівник депутатської групи НСДАП у Рейхстазі, юрист, доктор права, кадровий поліцейський, рейхсміністр внутрішніх справ Німеччини в 1933—1943 роках, рейхспротектор Богемії і Моравії в 1943—1945 роках. Страчений за вироком Нюрнберзького трибуналу.

## Ранні роки
Вільгельм Фрік народився 12 березня 1877 року в Альзенці в родині шкільного вчителя. Закінчив гімназію в Кайзерслаутерні.
Здобував освіту в Мюнхенському, Геттінгентському та Берлінському університетах на юридичному факультеті. Здобув 1901 року докторський ступінь з права у університеті Гейдельбергу.

## Діяльність
У 1903 році після складання іспиту державній комісії, здобув право обіймати посаду асесора у вищих юридичних й адміністративних структурах Баварії. З 1904 року працює чиновником в управі Нижньої Баварії.
1912 року почав юридичну практику в Мюнхені. Через слабке здоров'я (проблеми з легенями) Фрік уникнув призову до армії в Першу Світову війну. У 1917 році очолив відділ економічних злочинів у мюнхенській поліції. Протягом 1919—1923 років очолював відділення мюнхенської поліції та відділ карного розшуку. На цих посадах він захищав нацистів від цензури, їхні антисемітські плакати і забезпечував дозвіл на проведення зборів нацистів.
Взяв участь у Пивному путчі, за що був засуджений до 15 місяців ув'язнення. В 1924 році вирок було скасовано і Фрік повернувся до старого місця роботи.
В 1924 році обраний до Рейхстагу від НСДАП. 1 вересня 1925 року вступив до лав НСДАП. У парламенті виступав з антисемітськими і расово-ідеологічних промовами, боровся за скасування заборони на виступи й збори націонал-соціалістичного руху, Взимку 1927/1928 років очолював фракцію депутатів від НСДАП яка тоді налічувала 12 осіб.
В січні 1930 року призначений міністром внутрішніх справ Тюрингії, став першим нацистом, що обійняв важливу посаду. На посаді керівника поліції Тюрингії проводив політику заміщення лояльних до уряду офіцерів нацистами. За розпорядженням Фріка з в'язниць звільнювалися засуджені за вбивства нацисти, було заборонено показ фільму «На західному фронті без змін», поновив випуск нацистських газет, увів у школах Тюрингії обов'язкові молитви, що прославляли Гітлера та націонал-соціалізм, створив спеціальну кафедру соціальної антропології в Єнському університеті для професора Ганса Гюнтера, ідеолога расової теорії.
1 квітня 1931 Фріку винесли вотум недовіри, і йому довелося покинути тюрингський уряд. Проте він продовжував працювати у рейхстазі і навіть очолював там комітет із закордонних справ.

## Рейхсміністр
В 1933 році став рейхсміністром внутрішніх справ Німеччини в уряді Гітлера. Спочатку був дуже впливовий і відіграв велику роль у нацифікації Німеччини
Саме Фрік готував декрет «Про захист німецького народу» від 4 лютого 1933 року та указ президента  «Про захист народу та держави» від 28 лютого, які серйозно обмежили громадянські права німців — зокрема, свободу слова та зборів.
31 березня 1933 року розпустив уряди всіх земель крім Пруссії, наказавши створити нові на основі співвідношення депутатів від різних фракцій. 19 червня 1933 року видав наказ про заборону діяльності Соціал-демократичної партії Німеччини.
15 вересня 1935 року брав участь в розробці Нюрнберзьких расових законів, що обмежували права німецьких євреїв.
24 серпня 1943 року Г. Гіммлер замінив його на посаді міністра внутрішніх справ Третього Рейху. Фрік, за наказом Гітлера, обійняв посаду імперського міністра без портфеля, а згодом призначений імперським протектором Богемії та Моравії.

## Нюрнберзький трибунал
Міжнародний військовий трибунал в Нюрнберзі звинувачував Фріка в сприянні приходу до влади нацистів, підписанні низки законів, що забороняли діяльність політичних партій та профспілок, в участі створення мережі концентраційних таборів, підтримці діяльності гестапо, в переслідуванні євреїв й мілітаризації економіки.
Фріка було визнано винним за пунктами 2 (злочини проти миру), 3 (воєнні злочини) і 4 (злочини проти людяності) та засуджено до страти через повішення. Вирок було виконано 16 жовтня 1946 року.

## Нагороди
- Великий хрест ордена Німецького Орла в золоті
- Хрест Воєнних заслуг 2-го і 1-го (16 жовтня 1940) класу
- Почесний громадянин міста Кайзерслаутерн
- Дотація Гітлера в розмірі 250 000 рейхсмарок (1942)

### Відзнаки НСДАП
- Орден крові (№ 35; листопад 1933)[3]
- Медаль «За вислугу років в НСДАП» в бронзі (30 січня 1940)[3]
- Золотий партійний знак НСДАП
- Золотий почесний знак Гітлер'югенду з дубовим листям

## Галерея

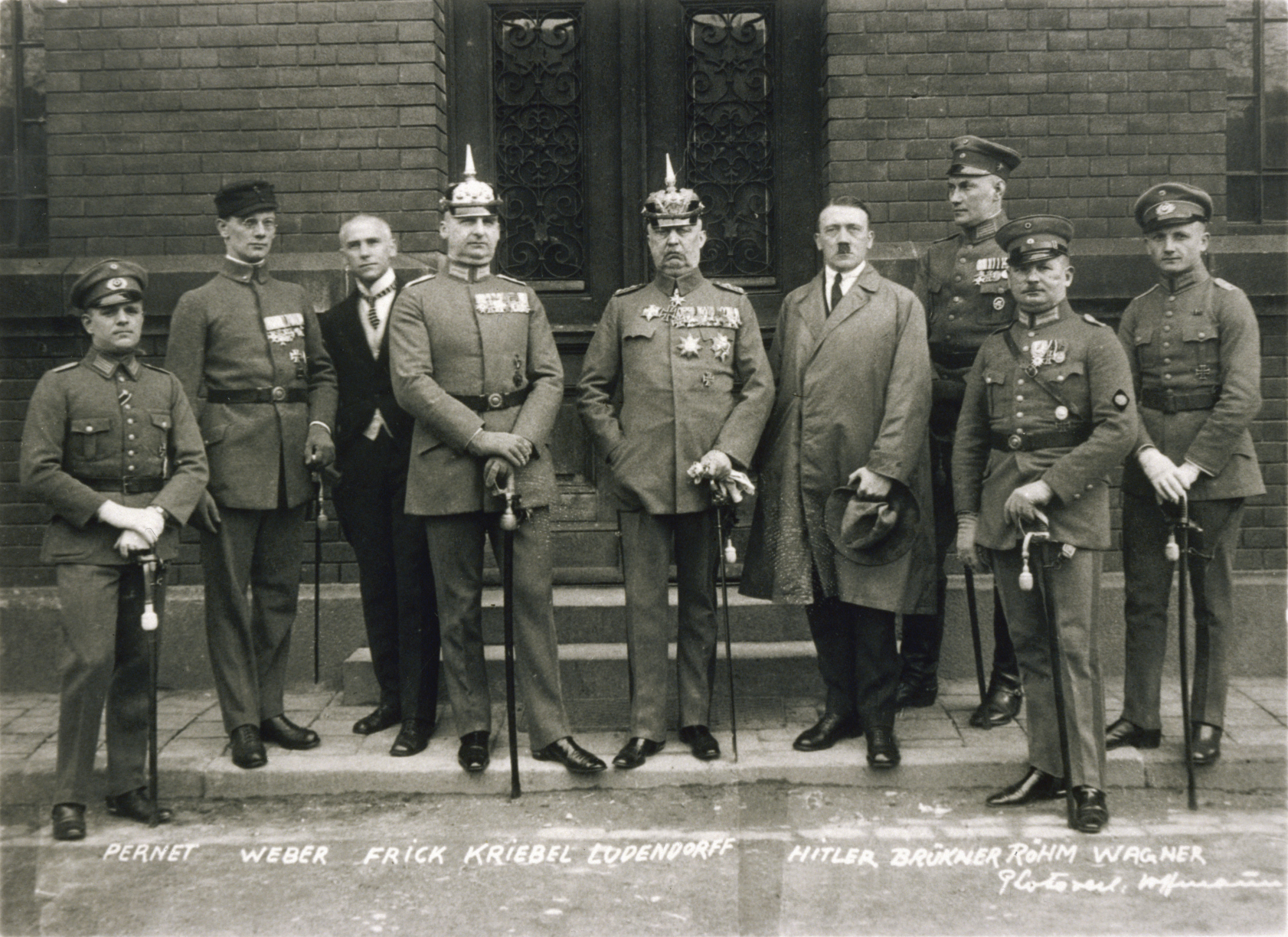
Підсудні процесу над учасниками Пивного путчу (1924). Фрік - третій зліва.
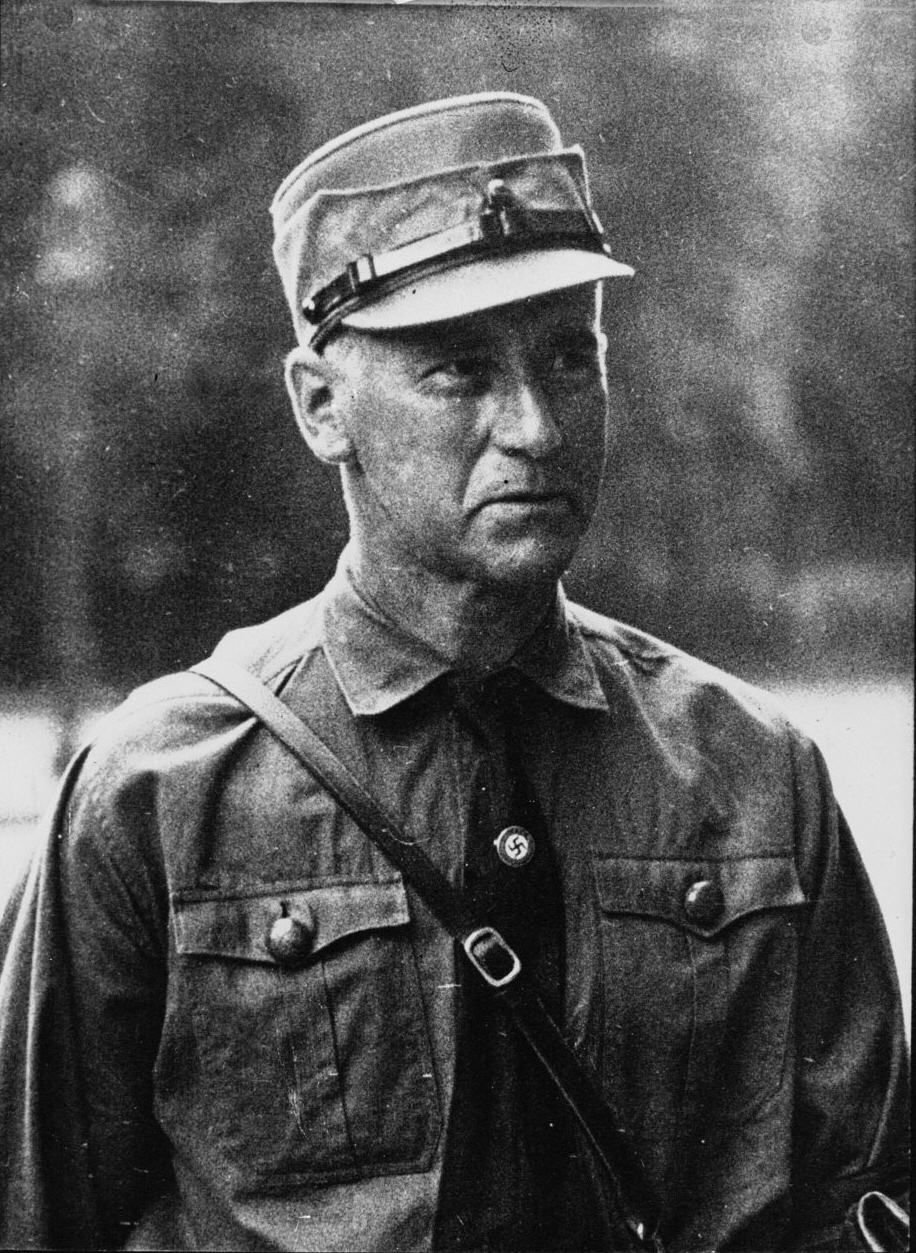
Вільгельм Фрік (1933)
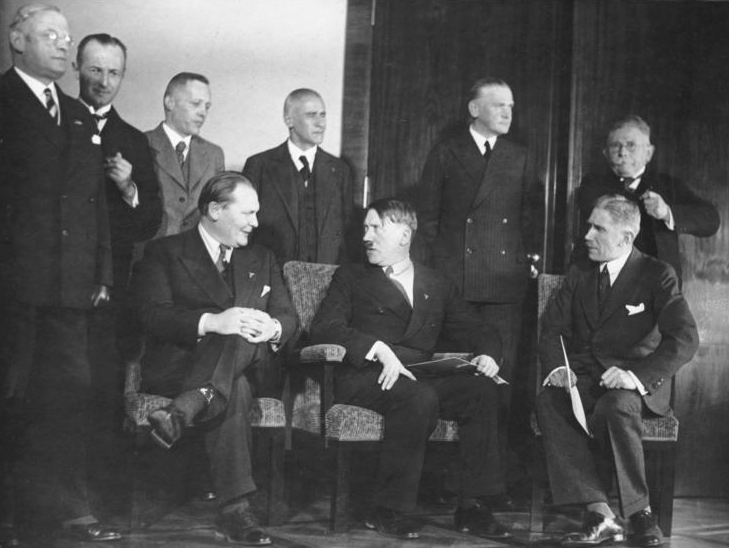
Кабінет міністрів Гітлера. Фрік - четвертий зліва серед стоячих.
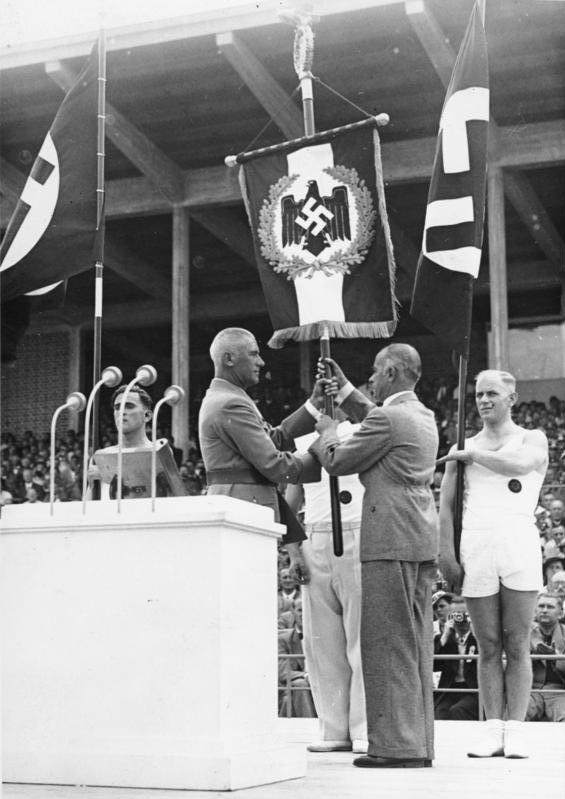
Фрік і Ганс фон Чаммер відкривають фестиваль німецької гімнастики в Бреслау (1938). Фрік тримає знамено (ліворуч).
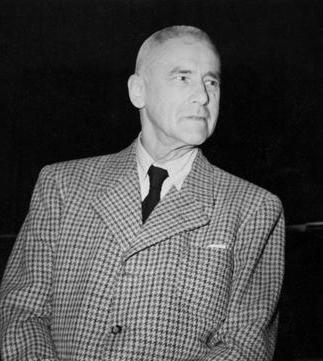
Фрік під час Нюрнберзького процесу (1946)
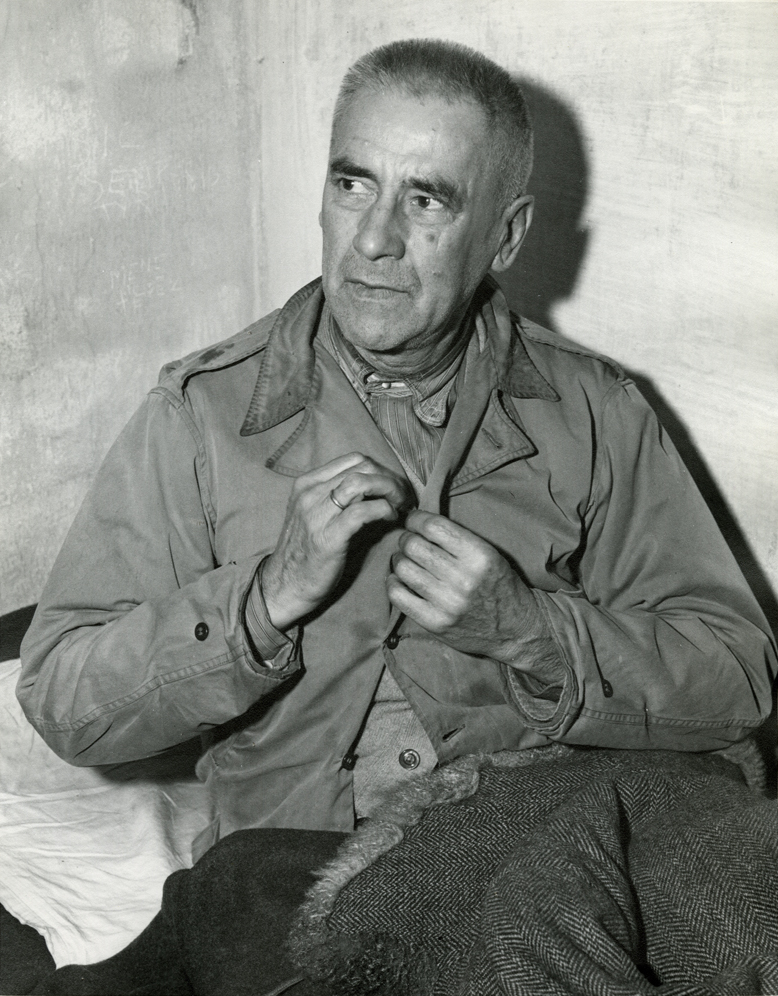
Фрік у своїй камері
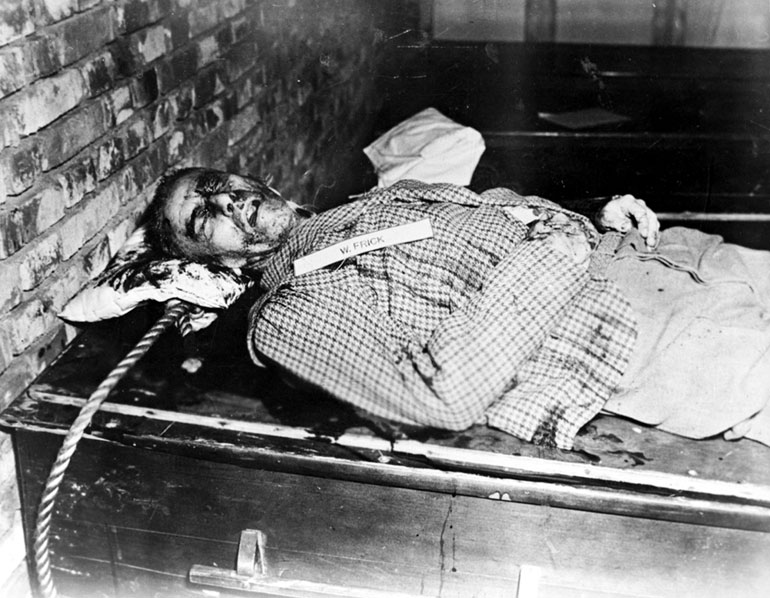
Тіло Фріка після страти (16 жовтня 1946)